# أولاد مومن (عوينة لهنا)
أولاد مومن هي إحدى مشيخات المملكة المغربية، تتبع جغرافيا لإقليم آسا الزاك وإداريًا لعوينة لهنا. يقدر عدد سكانها بـ 7546 نسمة حسب الإحصاء الرسمي للسكان والسكنى لسنة 2004.